# Unidad Revolucionaria Nacional Guatemalteca
La Unidad Revolucionaria Nacional Guatemalteca (URNG-MAIZ) es un partido político de Guatemala. Fue fundada como grupo guerrillero el 7 de febrero de 1982 después de la coordinación de los cuatro grupos guerrilleros más importantes de Guatemala, éstas eran: Ejército Guerrillero de los Pobres (EGP), la Organización del Pueblo en Armas (ORPA), las Fuerzas Armadas Rebeldes (FAR), y el Partido Guatemalteco del Trabajo (PGT).
La URNG presentó un avance en la lucha revolucionaria a inicios de 1980, teniendo mayor presencia en poblaciones caracterizadas por la pobreza y la marginación, especialmente en la zona occidental del país en Quiché, Huehuetenango y San Marcos.

## Historia
Después de la intervención estadounidense PBSUCESS que preparó el golpe de Estado de 1954 que derrocó a Jacobo Arbenz, el segundo gobierno de la revolución democrática en Guatemala, y la instauración de la dictadura militar de Castillo Armas, se dio una serie de fricciones entre los movimientos populares y el gobierno que estaba al servicio de las elites político-económicas del país, siendo la principal razón de conflictos la tenencia de la tierra.
Al ser interrumpido el gobierno del coronel Arbenz también se dio la interrupción del programa de reforma agraria que beneficiaba en su mayoría a los campesinos del área rural. Por esta razón en 1960 un grupo de oficiales del Ejército que fueron partidarios de Arbenz y dirigentes campesinos, encabezaron un golpe de Estado sin éxito, después de eso se van a la clandestinidad e inspirados por el triunfo de la Revolución cubana fundan los primeros núcleos guerrilleros que después darían origen a FAR de ideología marxista-leninista que fue uno de los movimientos guerrilleros más antiguos de América Latina, de la cual más tarde se desprendería el EGP.
En 1966 llega a la presidencia el gobierno de Julio César Méndez Montenegro, quien se llama así mismo "El tercer gobierno de la Revolución" con el que se logra una breve tregua con la insurgencia, pero esta tregua dura poco tiempo, debido a la fuerte ofensiva contra-insurgente que lanza el Ejército, secundada por el nacimiento de bandas paramilitares de ultraderecha como Mano Blanca que inician la práctica de la desaparición forzada de opositores de izquierda. Algunas de sus organizaciones miembros estuvieron vinculados a los secuestros y asesinatos del embajador estadounidense John Gordon Mein; y del embajador alemán Karl von Spreti.
Es durante el gobierno del General Efraín Ríos Montt en 1982, poco después de la unión de los cuatro grupos guerrilleros en URNG, se inicia un fuerte programa gubernamental, llamado "Fusiles y Frijoles" en donde el gobierno le quita a los insurrectos el apoyo que recibían de la población, siendo en esta época en la cual se intensifica la represión estatal hacia la población civil, principalmente en el área rural del país.
El período que va de 1978 y 1982 se conoce en Guatemala como la época de la violencia. Se suceden desapariciones y asesinatos selectivos de los principales líderes políticos opositores al gobierno y en el área rural el ejército implementa la política de Tierra Arrasada, que, según la Comisión para el Esclarecimiento Histórico, contabilizaría más de 600 masacres hacia la población civil, en su mayoría indígena.

### Acuerdos de Paz
Después de un largo y sinuoso proceso de acercamiento, no fue hasta que Naciones Unidas auspició un acuerdo de paz con el gobierno, la guerrilla depuso las armas a principios de 1996. El 29 de diciembre de 1996 se firmó el acuerdo de paz firme y duradera entre el Gobierno de Guatemala y la URNG en presencia del secretario general de las Naciones Unidas Boutros-Ghali, poniendo fin a 36 años de guerra civil. En 1997, se inició la conversión de la URNG en partido político legal, proceso que culminó en 1998. Para las elecciones de 1999 se presentó en una coalición con el partido DIA y la UNID denominando la Alianza Nueva Nación,la ANN ganó el 3er puesto de la elección presidencial obteniendo el 12% de los votos ganando 9 escaños al congreso,14 alcaldías y 2 escaños al Parlacen. Obtuvieron el tercer puesto en dicha elección. En las elecciones de 2003 la izquierda concurrió dividida, siendo la URNG la que obtuvo un peor resultado, logrando únicamente 2 diputados de un total de 158 parlamentarios que componen el congreso nacional, 8 alcaldías y 1 escaño al Parlacen, igual suerte corrieron en las elecciones generales de 2007 donde volvieron a ir divididos y nuevamente pudieron ganar dos curules de 158 que había en elección y 7 alcaldías nuevamente.
El secretario general de la URNG, el comandante Rolando Morán, y el presidente de Guatemala, Álvaro Arzú, fueron galardonados con el Premio UNESCO por la Paz. En 1997 les fue concedido el Premio Príncipe de Asturias de Cooperación Internacional, junto al Gobierno de Guatemala.

## Símbología
|                                                       |
| Logo clásico del partido usado entre 1998 hasta 2006. |

| |
| Logo usado desde 2006 a la actualidad ahora la URNG estuvo aliada al Movimiento Amplio de Izquierda |

## Candidatos a la Presidencia de Guatemala
| Año electoral | Candidato             | 1.ª vuelta     | 1.ª vuelta   | 2.ª vuelta     | 2.ª vuelta |
| Año electoral | Candidato             | Total de votos | Porcentaje   | Total de votos | Porcentaje |
| ------------- | --------------------- | -------------- | ------------ | -------------- | ---------- |
| 1999          | Álvaro Colom          | 270.891        | 12.36 % (3°) |                |            |
| 2003          | Rodrigo Asturias      | 69.301         | 2.6 % (6°)   |                |            |
| 2007          | Miguel Ángel Sandoval | 70.208         | 2.14 % (10°) |                |            |
| 2011          | Rigoberta Menchú      | 146.353        | 3.27 % (6°)  |                |            |
| 2015          | Miguel Ángel Sandoval | 103.300        | 2.11 % (11°) |                |            |
| 2019          | Pablo Ceto            | 94 838         | 2.16% (12°)  |                |            |
| 2023          | Amílcar Pop           | 88.211         | 2.09% (10°)  |                |            |

Nota: URNG-MAIZ nunca ha llegado a segunda vuelta